# Општина Баја де Криш (Хунедоара)
Баја де Криш (рум. Baia de Criş) општина је у Румунији у округу Хунедоара.
Oпштина се налази на надморској висини од 245 m.